# 랜들군

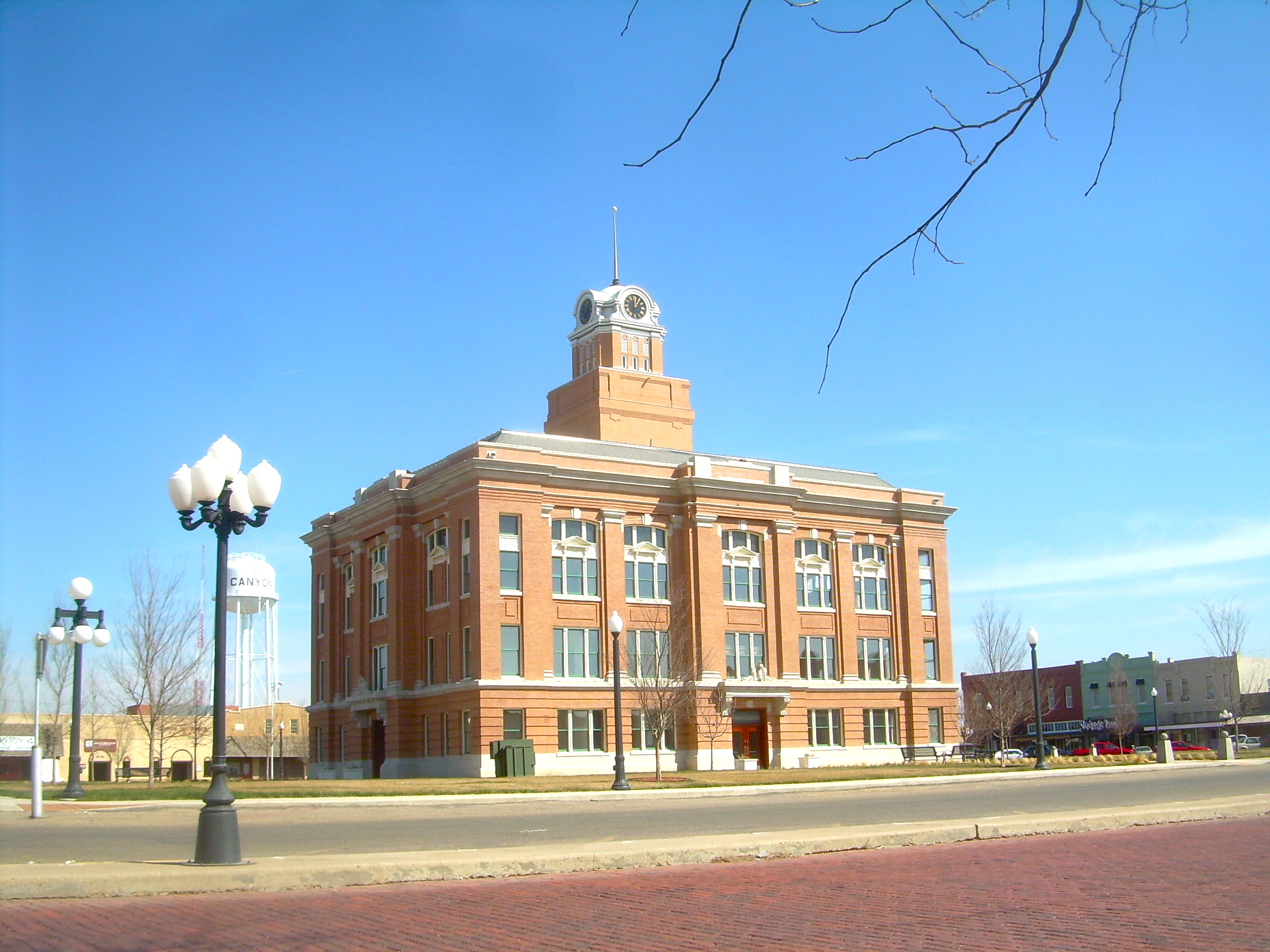

랜들군 또는 랜들 카운티(Randall County)는 미국 텍사스주에 위치한 군이다. 2010년 기준으로 이 지역의 인구 수는 총 120,725명이다. 2018년 추산으로 이 지역의 총 인구 수는 136,271명이다. 카운티청 소재지는 캐니언, 최대 도시는 포터군에도 걸쳐 있는 애머릴로다.

## 인구
| 인구조사                                  | 인구    | Note  | %±       |
| ----------------------------------------- | ------- | ----- | -------- |
| 1880년                                    | 3       |       | —        |
| 1890년                                    | 187     |       | 6,133.3% |
| 1900년                                    | 963     |       | 415.0%   |
| 1910년                                    | 3,312   |       | 243.9%   |
| 1920년                                    | 3,675   |       | 11.0%    |
| 1930년                                    | 7,071   |       | 92.4%    |
| 1940년                                    | 7,185   |       | 1.6%     |
| 1950년                                    | 13,774  |       | 91.7%    |
| 1960년                                    | 33,913  |       | 146.2%   |
| 1970년                                    | 53,885  |       | 58.9%    |
| 1980년                                    | 75,062  |       | 39.3%    |
| 1990년                                    | 89,673  |       | 19.5%    |
| 2000년                                    | 104,312 |       | 16.3%    |
| 2010년                                    | 120,725 |       | 15.7%    |
| 2018 (추산)                               | 136,271 | [ 1 ] | 12.9%    |
| U.S. Decennial Census 1850–2010 2010–2014 |         |       |          |